# Five Nations 1913
Die Ausgabe 1913 des jährlich ausgetragenen Rugby-Union-Turniers Five Nations (seit 2000 Six Nations) fand vom 1. Januar bis zum 24. März statt. Turniersieger wurde England, das mit Siegen gegen alle anderen Teilnehmer zum ersten Mal den Grand Slam schaffte, mit Siegen gegen alle britischen Mannschaften auch die Triple Crown.

## Teilnehmer
| Land       | Stadion                        | Stadt             | Kapitän                                         |
| ---------- | ------------------------------ | ----------------- | ----------------------------------------------- |
| England    | Twickenham Stadium             | London            | Norman Wodehouse                                |
| Frankreich | Parc des Princes               | Paris             | Gaston Lane / Maurice Leuvielle / Maurice Boyau |
| Irland     | Lansdowne Road / Mardyke       | Dublin / Cork     | Dickie Lloyd                                    |
| Schottland | Inverleith                     | Edinburgh         | Freddie Turner                                  |
| Wales      | Cardiff Arms Park / St Helen’s | Cardiff / Swansea | Tommy Vile / Billy Trew / Jones                 |

## Tabelle
|    | Land       | Spiele | Siege | Unent. | Ndlg. | Spiel- punkte | Diff. | Tabellen- punkte |
| -- | ---------- | ------ | ----- | ------ | ----- | ------------- | ----- | ---------------- |
| 1. | England    | 4      | 4     | 0      | 0     | 50:4          | + 46  | 8                |
| 2. | Irland     | 4      | 3     | 0      | 1     | 35:33         | + 2   | 6                |
| 3. | Schottland | 4      | 2     | 0      | 2     | 50:28         | + 22  | 4                |
| 4. | Wales      | 4      | 1     | 0      | 3     | 55:60         | − 5   | 2                |
| 5. | Frankreich | 4      | 0     | 0      | 4     | 11:76         | − 65  | 0                |

## Ergebnisse
| 1. Januar 1913 | Frankreich        | 3 : 21        | Schottland                                                 | Parc des Princes, Paris Zuschauer: 25.000 Schiedsrichter: James Baxter (England) |
| 1. Januar 1913 | Versuche: Sébédio | (3:8) Bericht | Versuche: Gordon (2) B. Stewart (3) Erhöhungen: Turner (3) | Parc des Princes, Paris Zuschauer: 25.000 Schiedsrichter: James Baxter (England) |

| 18. Januar 1913 | Wales | 0 : 12  | England                                                           | Cardiff Arms Park, Cardiff Zuschauer: 20.000 Schiedsrichter: Samuel Crawford (Irland) |
| 18. Januar 1913 |       | Bericht | Versuche: Coates Pillman Erhöhungen: Greenwood Dropgoals: Poulton | Cardiff Arms Park, Cardiff Zuschauer: 20.000 Schiedsrichter: Samuel Crawford (Irland) |

| 25. Januar 1913 | England                                                        | 20 : 0        | Frankreich | Twickenham Stadium, London Zuschauer: 20.000 Schiedsrichter: J. Games (Wales) |
| 25. Januar 1913 | Versuche: Coates (3) Pillman (2) Poulton Erhöhungen: Greenwood | (6:0) Bericht |            | Twickenham Stadium, London Zuschauer: 20.000 Schiedsrichter: J. Games (Wales) |

| 1. Februar 1913 | Schottland | 0 : 8         | Wales                                      | Inverleith, Edinburgh Schiedsrichter: Samuel Crawford (Irland) |
| 1. Februar 1913 |            | (0:3) Bericht | Versuche: Jones C. Lewis Erhöhungen: Lewis | Inverleith, Edinburgh Schiedsrichter: Samuel Crawford (Irland) |

| 8. Februar 1913 | Irland           | 4 : 15        | England                                               | Lansdowne Road, Dublin Zuschauer: 15.000 Schiedsrichter: James Greenlees (Schottland) |
| 8. Februar 1913 | Dropgoals: Lloyd | (0:9) Bericht | Versuche: Coates Pillman Ritson Erhöhungen: Greenwood | Lansdowne Road, Dublin Zuschauer: 15.000 Schiedsrichter: James Greenlees (Schottland) |

| 22. Februar 1913 | Schottland                                                         | 29 : 14        | Irland                                                           | Inverleith, Edinburgh Schiedsrichter: James Baxter (England) |
| 22. Februar 1913 | Versuche: Bowie Purves B. Stewart (4) Usher Erhöhungen: Turner (4) | (18:5) Bericht | Versuche: Schute Stokes Erhöhungen: Lloyd (2) Straftritte: Lloyd | Inverleith, Edinburgh Schiedsrichter: James Baxter (England) |

| 27. Februar 1913 | Frankreich                                     | 8 : 11        | Wales                                                | Parc des Princes, Paris Zuschauer: 20.000 Schiedsrichter: John Miles (England) |
| 27. Februar 1913 | Versuche: André Failliot Erhöhungen: Struxiano | (0:3) Bericht | Versuche: Davies C. Lewis Williams Erhöhungen: Lewis | Parc des Princes, Paris Zuschauer: 20.000 Schiedsrichter: John Miles (England) |

| 8. März 1913 | Wales                                                                   | 16 : 13       | Irland                                                              | St Helen’s, Swansea Schiedsrichter: J. G. Cunningham (Schottland) |
| 8. März 1913 | Versuche: Jones B. Lewis Erhöhungen: Bancroft (2) Straftritte: Bancroft | (8:8) Bericht | Versuche: Quinn A. Stewart Erhöhungen: Lloyd (2) Straftritte: Lloyd | St Helen’s, Swansea Schiedsrichter: J. G. Cunningham (Schottland) |

| 15. März 1913 | England         | 3 : 0         | Schottland | Twickenham Stadium, London Zuschauer: 25.000 Schiedsrichter: T. D. Schofield (Irland) |
| 15. März 1913 | Versuche: Brown | (3:0) Bericht |            | Twickenham Stadium, London Zuschauer: 25.000 Schiedsrichter: T. D. Schofield (Irland) |

| 24. März 1913 | Irland                                                          | 24 : 0        | Frankreich | Mardyke, Cork Zuschauer: 6.000 Schiedsrichter: Jack Miles (England) |
| 24. März 1913 | Versuche: Patterson Quinn (3) Tyrrell (2) Erhöhungen: Lloyd (3) | (8:0) Bericht |            | Mardyke, Cork Zuschauer: 6.000 Schiedsrichter: Jack Miles (England) |